# Canavalia cathartica
Canavalia cathartica är en ärtväxtart som beskrevs av Louis Marie Aubert Du Petit-Thouars. Canavalia cathartica ingår i släktet Canavalia och familjen ärtväxter. Inga underarter finns listade i Catalogue of Life.

## Bildgalleri

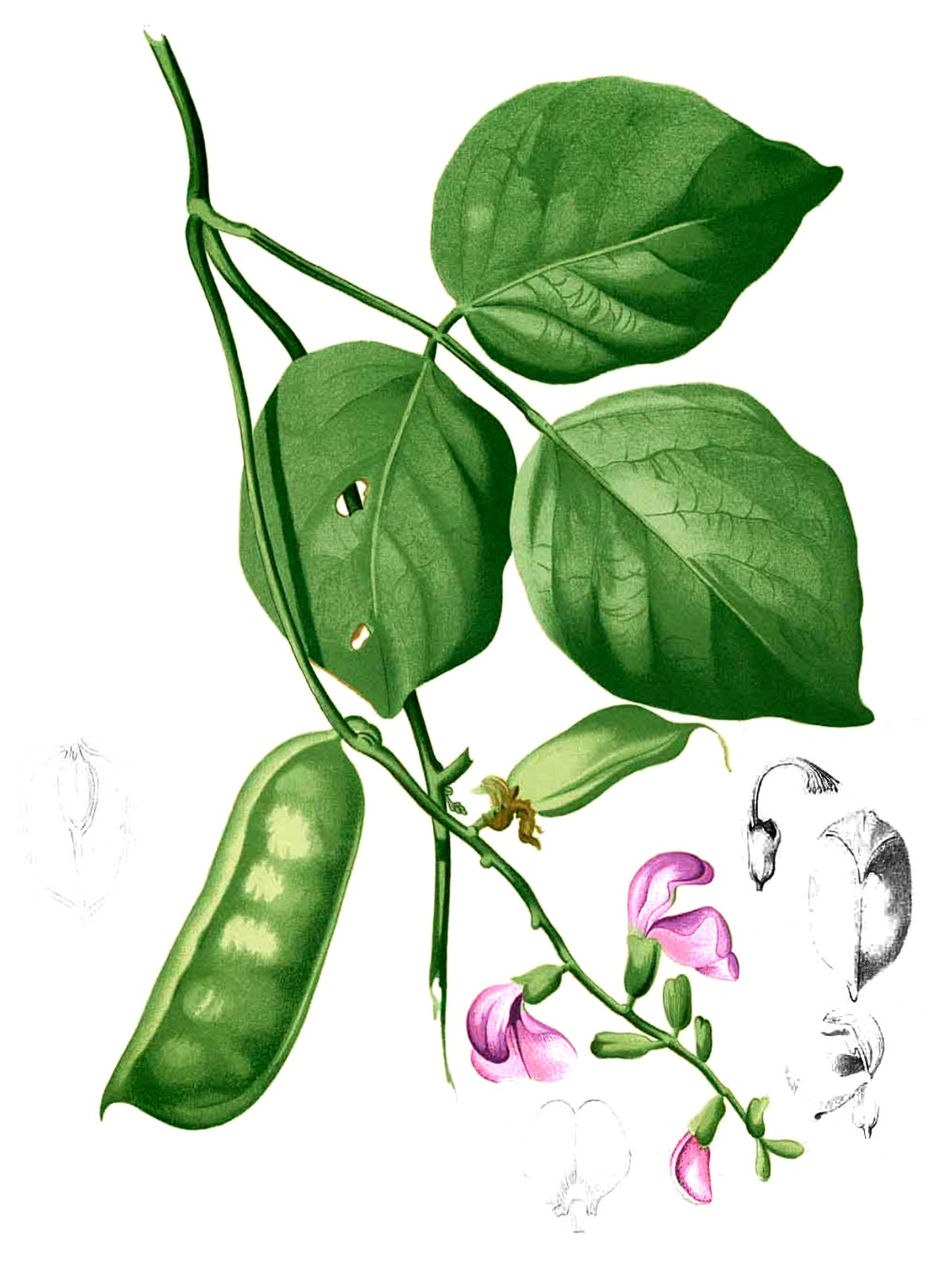
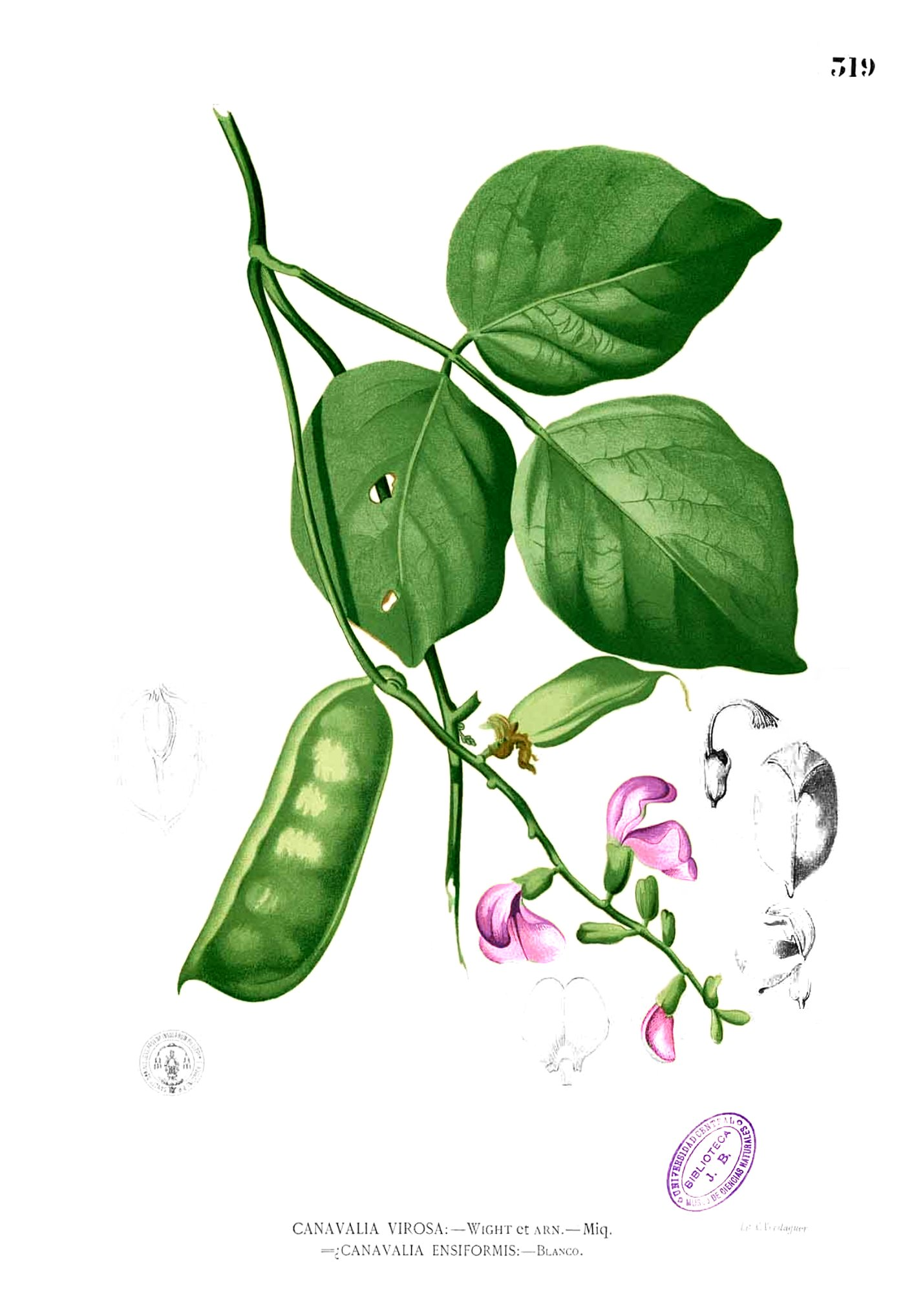
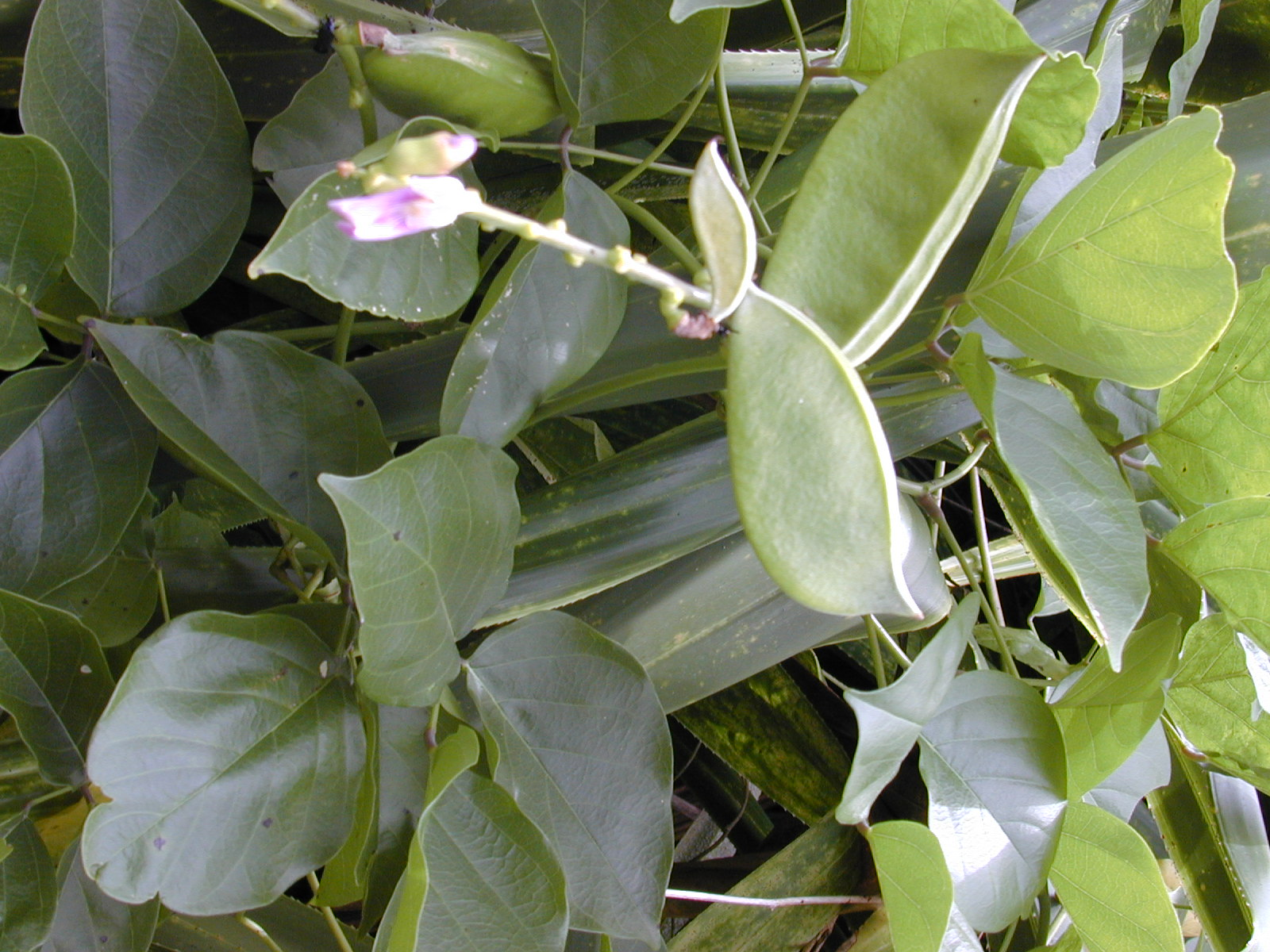
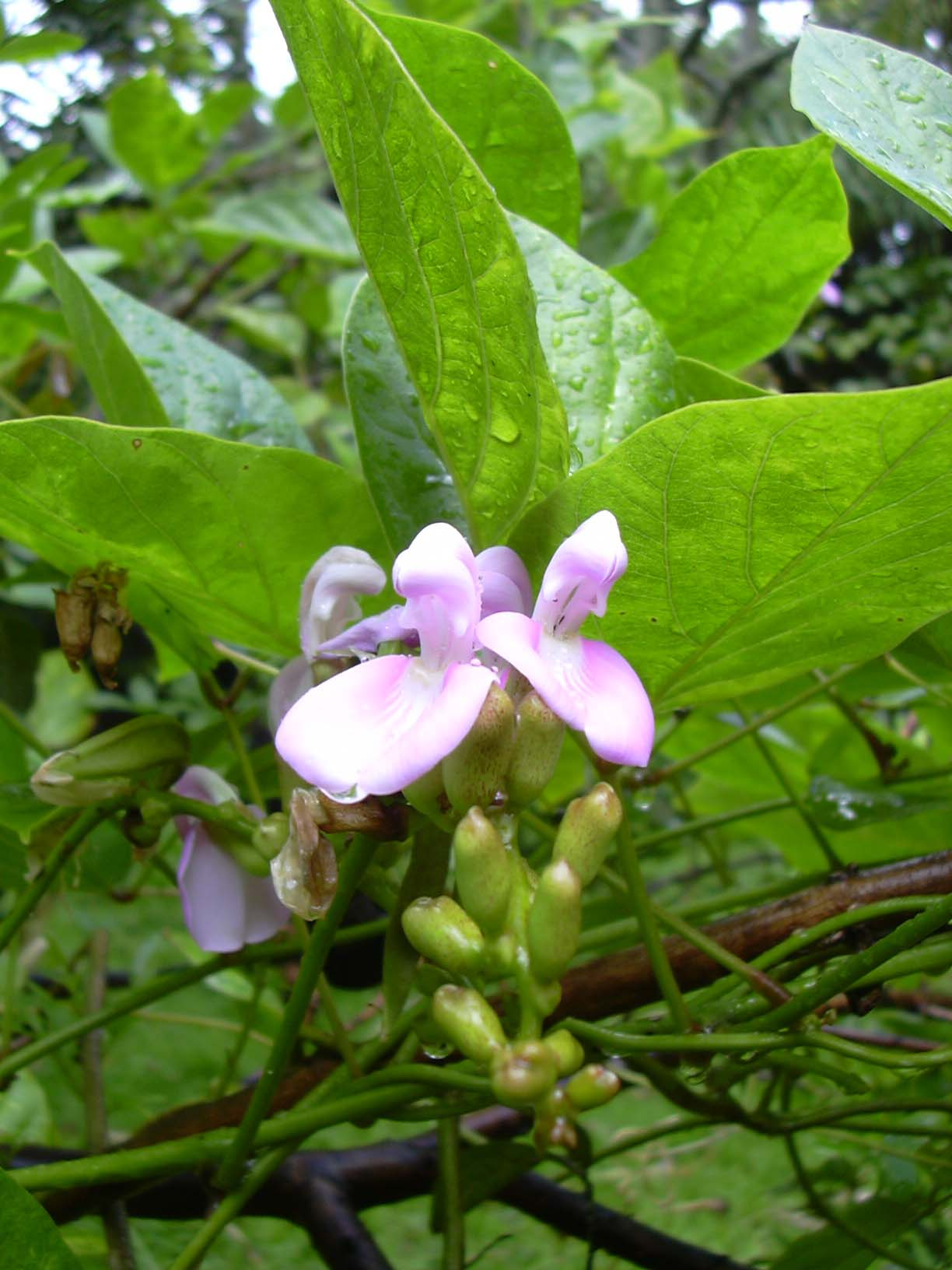
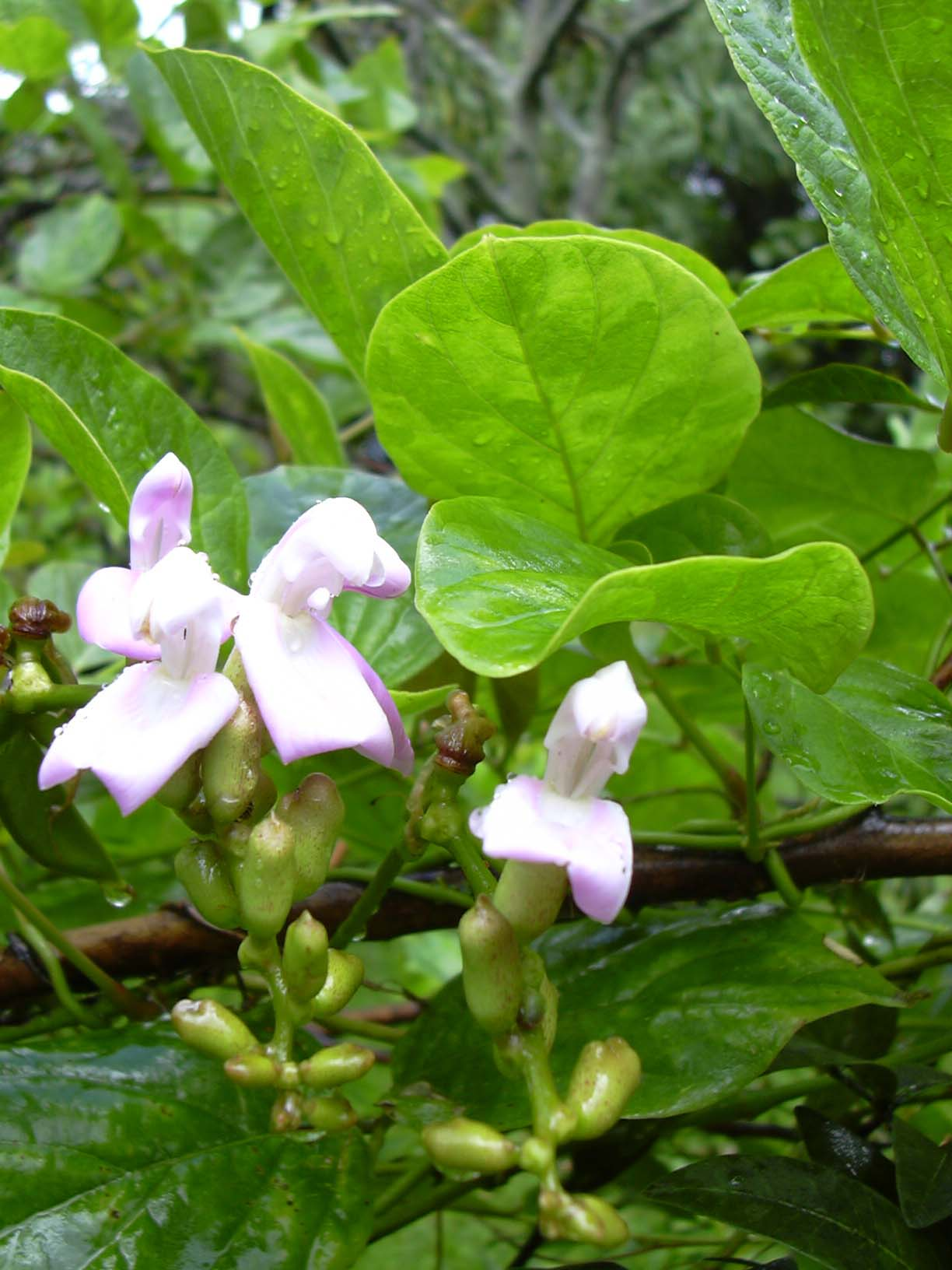
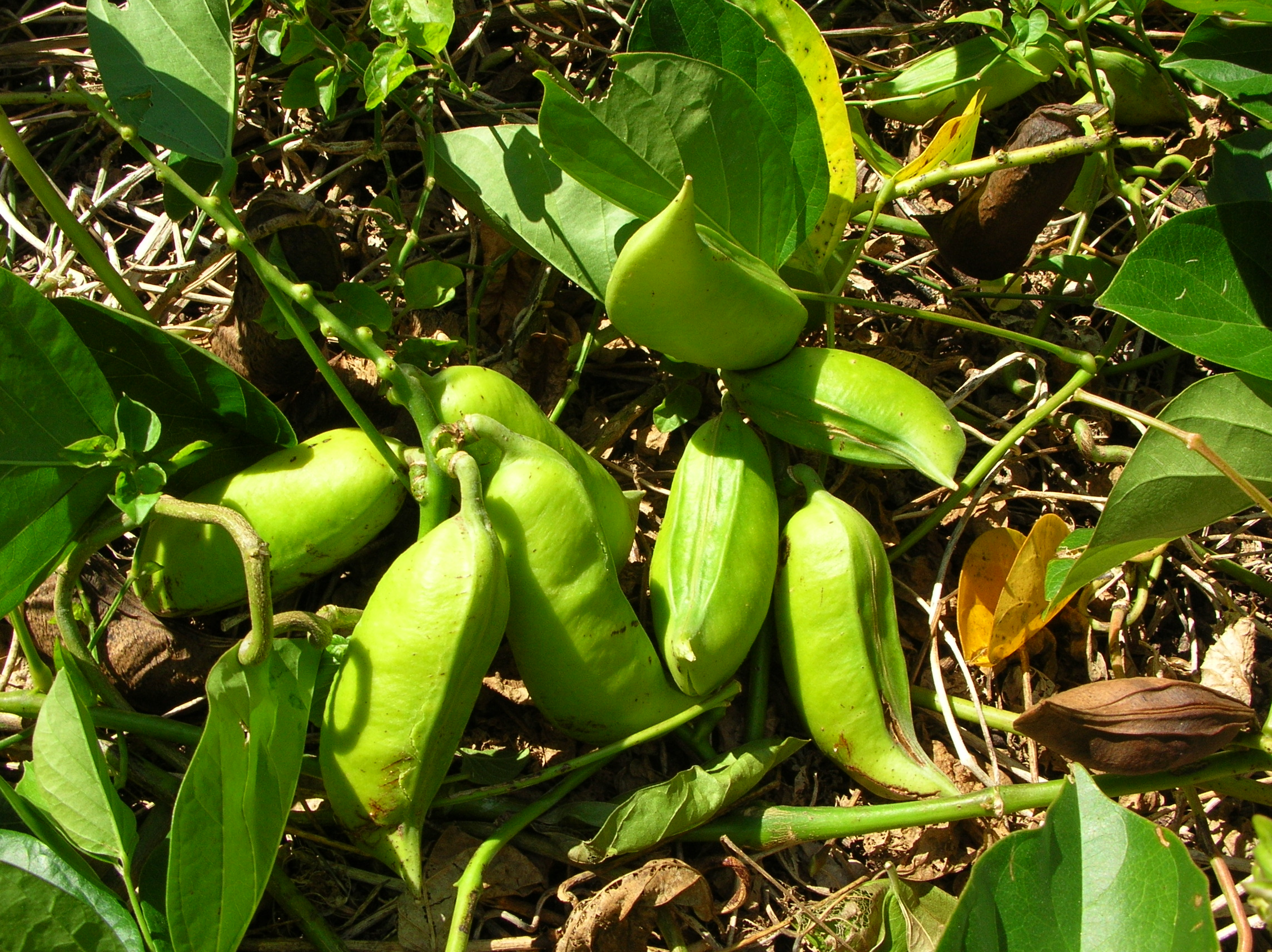